# Дубляны (город)
Дубля́ны (укр. Дубля́ни) — город во Львовской городской общине Львовского района Львовской области Украины. Находится в 7 километрах от города Львов.

## История
Первое упоминание о Дублянах относится к 1468 году , по другим данным — к 1440 году .
Наличие на окраине Дублян разных видов почвы, интересный гидрологический режим местности и её растительность послужили стимулом для создания здесь в 1856 году частной сельскохозяйственной школы, которая впоследствии несколько раз меняла свой статус (1858 — Высшая сельскохозяйственная школа, 1901 — Сельскохозяйственная академия, с 1919 г. — агрономическое отделение Львовской Политехники). В начале XX века здесь было около полутора тысяч студентов, в основном из Царства Польского.
После распада Австро-Венгрии Дубляны оказались в составе Львовского воеводства Польши, в сентябре 1939 года — вошли в состав Украинской ССР СССР, в ходе Великой Отечественной войны в 1941—1944 гг. были оккупированы немецкими войсками.
В 1978 году Дубляны получили статус города.
В январе 1989 года численность населения составляла 9140 человек, в это время здесь действовали ремонтно-механический завод и Львовский сельскохозяйственный институт.
В июле 1995 года Кабинет министров Украины утвердил решение о приватизации находившегося в городе завода.

## Население
По данным переписи 2001 года, украинцы составляли 98,53 % населения Дублян.

### Языковой состав
Родной язык населения по данным переписи 2001 года:
| Язык       | Численность, чел. | Доля     |
| ---------- | ----------------- | -------- |
| Украинский | 8 363             | 98,87 %  |
| Другое     | 96                | 1,13 %   |
| Итого      | 8 459             | 100,00 % |

Украинский язык является основным и единственным официальным языком города.

## Экономика
В городе около 50 средних и малых предприятий.

## Образование
- Львовский национальный аграрный университет (здесь же расположены научно-исследовательское хозяйство университета и дендропарк площадью 2,5 га).

## Транспорт
- железнодорожная станция Дубляны-Львовские[1] Львовской железной дороги.